# Templeogue
Templeogue (irl. Teach Mealóg) – przedmieście Dublina, stolicy Irlandii, w hrabstwie Dublin Południowy, liczy 17 600 mieszkańców (2006).